# Борис (Рукин)
Бори́с (в миру Бори́с Андре́евич Ру́кин; 24 июля 1879, Область Войска Донского — 30 июня 1931, Москва) — один из ключевых деятелей григорианского раскола, в котором имел сан митрополита Можайского, до декабря 1925 года — епископ Можайский, викарий Московской епархии Русской православной церкви.

## Биография

### Дореволюционные годы
Родился 24 июля 1879 года в семье священника Донской епархии Андрей Рукина, который скончался в 1885 году. Мать — Ольга Виссарионовна Рукина.
В 1894 году окончил Новочеркасское духовное училище по I разряду. В 1900 году окончил Донскую духовную семинарию, после чего поступил в Казанскую Духовную Академию, которую окончил в 1904 году со степенью кандидата богословия за сочинение: «Церковно-библейское учение о пастырском призвании».
15 августа 1904 года был оставлен при Академии на годичный срок сверхштатным профессорским стипендиатом при кафедре пастырского богословия. Отзыв ректора о стипендиате был весьма благоприятным.
16 июня 1905 года произведён в чин коллежского асессора со старшинством и назначен сверхштатным преподавателем в Рязанскую духовную семинарию, где преподавал Священное Писание. Одновременно с 15 сентября 1905 по 1 сентября 1907 года преподавал педагогику в Рязанском епархиальном женском училище. 3 декабря 1906 года становится штатным преподавателем Рязанской духовной семинарии. Одновременно с ноября 1907 года по 26 февраля 1909 года преподаватель частной женской гимназии Екимецкой.
26 февраля 1909 года назначен на должность епархиального наблюдателя церковноприходских школ Пензенской епархии. 16 июня 1909 года произведен в чин надворного советника со старшинством. 6 мая 1912 года пожалован орденом святого Станислава 3-й степени.
14 декабря 1916 года переведён наблюдателем церковно-приходских школ и школ грамоты Воронежской епархии. В 1918 году становится членом Воронежского епархиального совета. 28 апреля 1920 года уволен от должности члена Воронежского епархиального совета.

### Священник
В том же году перешел в Донскую епархию, где принял монашество, рукоположен в сан иеродиакона и иеромонаха, назначен ректором Донской духовной семинарии в Новочеркасске с возведением в сан архимандрита. В том же году Донская духовная семинария была преобразована в пастырские курсы. Состоял председателем «Союза православных приходов».
В 1921 году пастырские курсы были закрыты. В том же году становится священником Вознесенского кафедрального собора в Новочеркасске.
В феврале 1922 года был вызван Патриархом Тихоном в Москву, но не смог выехать по причине резкого ухудшения здоровья.
В конце марта — начале апреля 1923 года прибыл в Москву, где Патриарх высказал намерение рукоположить его в викарного епископа Воткинского, и поручить ему окормление рабочих Воткинского завода. Архимандрит Борис отказался, сославшись на болезнь. Ввиду ареста Патриарха Тихона архимандрит Борис задержался в Москве, служил по приглашению в разных храмах. Проживал в церковном доме соборного храма Христа Спасителя, совершал службы по приглашению.
11-12 июля того же года совершал праздничное богослужение в Троицком соборе города Клин; в промежутках между службами беседовал с собравшимся духовенством о сложном положении Церкви в новых исторических условиях.
18 июля 1923 года был арестован Московским губернским отделом ГПУ и обвинен в контрреволюционной агитации. Содержался в Бутырской тюрьме. 19 сентября того же года дело за недоказанностью обвинения было прекращено.

### Епископское служение в 1923—1925 годы
14 ноября 1923 года решением Временного Патриаршего Синода назначен епископом Можайским, викарием Московской епархии.
17 ноября того же года состоялась его епископская хиротония. При вручении архиерейского жезла Патриарх Тихон, зная честолюбие и властолюбие новохиротонисанного епископа Бориса, сказал ему: «Я знаю твою гордость, но хочу, чтобы ты служил Церкви, поборов себя. Помни же, что Бог гордым противится, а смиренным дает благодать!..».
Вскоре после этого был арестован архиепископ Иларион (Троицкий), и епископ Борис был назначен настоятеля Сретенского монастыря в Москве.
Тем не менее, полученный титул породил у епископа Бориса определённые притязания на власть в Московской епархии, которые он основывал на том, что в определении Поместного Собора «О правах и обязанностях Святейшего Патриарха Московского и всея России» от 8 декабря 1917 года было прописано: «Патриаршею областью управляет, по указаниям Патриарха, патриарший Наместник, с титулом Архиепископа Коломенского и Можайского»; а также на соборном определении «О Местоблюстителе Патриаршего Престола» от 10 августа 1918 года гласило, что, в случае кончины Предстоятеля, архиепископу Коломенскому и Можайскому переходят права и обязанности Патриарха как епархиального архиерея. И хотя титул епископа Бориса был просто Можайский, а не Коломенский и Можайский, а Наместники Патриарха с 1919 года именовались Крутицкими, епископ Борис претендовал на первенство среди викариев Московской епархии. В связи с подобными притязаниями стал конфликтовать митрополитом Петром (Полянским), который 24 января 1924 года распоряжением Патриарха Тихона № 71 назначен архиепископом Крутицким, управляющим Московской епархией.
С 8 февраля по 25 марта 1924 года временно управлял Владимирской епархией. 25 марта 1924 года назначен временным управляющим Могилёвской епархией.

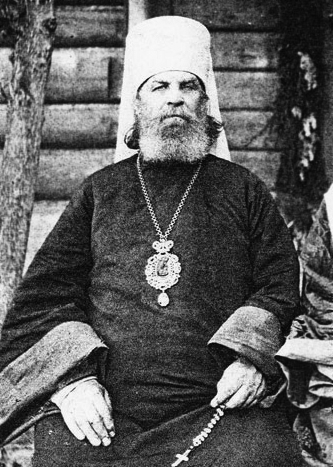
Митрополит Крутицкий Петр (Полянский) в 1924 году

12 апреля 1925 года руководитель похорон патриарха Тихона, после которых подписал акт избрания патриаршего местоблюстителя митрополита Петра (Полянского). Однако видеть митрополита Петра в статусе Патриаршего Местоблюстителя было для епископа Бориса особенно неприятно. Осенью 1925 года епископ Борис признался на допросе в ОГПУ: «У меня уже с прошлого года были [с ним] некоторые неприятности и трения, ещё при патриархе Тихоне. Он упрекал меня, что я собираю против него подписки, и высказался, что я хочу занимать его место. И вообще он как-то вёл себя так, что я старался, как можно, его избегать. Мне этот человек, я не буду говорить как о личности, а вообще, очень не нравится. <…> И он меня опять упрекал, что я собирал против него подписки, на что я ему говорил, что я это делаю открыто и ни чуть не тайно».
Конфликт епископа Можайского Бориса с митрополитом Крутицким Петром и противодействие ему, начавшееся ещё при жизни Патриарха Тихона, было замечено в ОГПУ, и использовано как возможность для организации в Патриаршей Церкви нового раскола. В мае 1925 года епископу Борису предложили организовать особую группу «защиты Православия от политиканства» и подать ходатайство о её регистрации во ВЦИК. У Патриаршей церкви в тот период отсутствовала гражданская легализация, что ставило её по сути вне закона. Советская власть в качестве условия для легализации требовала полное подчинение себе и выражение политической солидарности с ней, за что активно выступал епископ Борис, однако на это не пошли ни Патриарх Тихон ни сменивший его Патриарший Местоблюститель митрополит Петр (Полянский).
30 июня 1925 года избран членом приходского совета Владимирского собора бывшего Московского Сретенского монастыря.
Деятельность епископа Бориса вызывала отторжение и противодействие в московских церковных кругах. Как он сам признавался представителям Секретного отдела ОГПУ: «Обо мне уже пошли по городу слухи, что я красный, что внушаю разделение, что я образую какую-то свою церковь, и всякие другие слухи, несомненно, неправильные, к тому, чтобы подорвать среди верующих масс мой авторитет. Выступление против меня было настолько решительно, что я должен был прекратить вскоре всякие разговоры по указанному вопросу». Патриарший Местоблюститель Митрополит Петр, которого епископ Борис обвинял в притеснениях, не стал подвергать епископа Бориса каким-либо каноническим прещениям.

### В григорианском расколе
В конце 1925 года начинается новый период активности епископа Бориса, совпавший с начавшейся газетной кампанией против Патриаршего Местоблюстителя митрополита Петра, и его арестом, произошедшем 9 декабря. 22 декабря десять архиереев, в числе которых был и епископ Борис, при негласной поддержке ОГПУ собрались в Донском монастыре в бывших патриарших покоях и учредили из самих себя «Временный Высший Церковный Совет» в количестве семи архиереев, в том числе епископа Бориса. Председателем ВВЦС стал архиепископ Екатеринбургский Григорий (Яцковский), но епископ Борис играл в ВВЦС весьма заметную роль.
Митрополит Нижегородский Сергий (Страгородский), вступивший согласно завещанию митрополита Петра (Полянского) в управление Церковью как Заместитель Патриаршего Местоблюстителя, развернул активную борьбу с самочинным Временным Высшим Церковным Советом и 29 января 1926 года наложил на вошедших в него архиереев запрещение в священнослужении.
Заключённый Местоблюститель митрополит Петр с согласия Тучкова встретился в тюрьме с архиепископом Григорием (Яцковским), который в своем докладе на имя Патриаршего местоблюстителя предложил утвердить в качестве высшей церковной власти коллегию из четырёх архиереев, в которую он включил себя и единомышленных с ним епископов из Временного Высшего Церковного Совета. Митрополит Петр в резолюции от 1 февраля 1926 года на докладе архиепископа Григория поручил временное исполнение обязанностей Местоблюстителя трем архиереям: архиепископу Екатеринбургскому Григорию, Владимирскому Николаю (Добронравову) и Томскому Димитрию (Беликову), исключив из предлагавшегося списка тех, кого предлагал архиепископ Григорий.
Несмотря на то, что данная коллегия так никогда и не собиралась, епископ Борис посчитал, узнав о данной резолюции, что настал подходящий момент для того, чтобы взять власть в Московской епархии. 3 февраля 1926 года решением ВВЦС он был назначен управляющим Московской епархией и председателем Московского епархиального совета с кафедрой располагалась во Владимирском соборе бывшего Московского Сретенского монастыря. 4 февраля 1926 года он рассылает циркуляр московским благочинным, в котором извещает о резолюции Патриаршего Местоблюстителя митрополита Петра от 1 февраля и заявляет, что «Временный Высший Церковный Совет Православной Русской Церкви, организованный во исполнение этого позднейшего распоряжения Патриаршего Местоблюстителя, своим указом возложил на меня, как викария Можайского, согласно определению Всероссийского Священного Собора 1917—1918 гг., управление церквами г. Москвы и Московской епархии с предписанием организовать Временный Московский Епархиальный Совет». Благочинным в след за этим предписывалось явиться 9 февраля к епископу Борису «для совещания и получения нужных распоряжений и разъяснений».
Историк церкви священник Александр Мазырин отмечал нелепость заявлений епископа Бориса, что образованный 22 декабря 1925 года григорианский Временный Высший Церковный Совет был создан во исполнение распоряжения Патриаршего Местоблюстителя митрополита Крутицкого Петра от 1 февраля 1926 года, а также, учитывая отношения митрополита Петра и епископа Бориса, то, что «подчиняясь воле Патриаршего Местоблюстителя», управляющим Московской епархией он никогда бы не стал. В итоге попытки подчинить себе благочинных и прочее духовенство провалились.
ОГПУ в своих сводках для советского партийного руководства, отмечало резкую неприязнь к начавшемуся григорианскому расколу в церковных кругах. В «Обзоре политического состояния СССР» за март 1926 года отмечалось: «Отношение мирян Москвы к ВВЦС явно враждебное, и поэтому священникам—сторонникам ВВЦС приходится скрывать от мирян свои взгляды. В Донском монастыре был случай нанесения побоев мирянами епископу, принимавшему церковь от тихоновцев». Этим побитым епископом, был скорее всего именно Борис (Рукин), всячески пытавшийся утвердиться в храмах Москвы в то время. О епископе Борисе упоминал и обновленческий митрополит Александр Введенский, заявивший 16 апреля 1926 года на пленуме обновленческого Священного Синода: «Архиепископа Бориса выводили из московских храмов. Он оказался не у дел. Популярность его падает, до резко отрицательного к нему отношения. ВВЦС считают предателями чистой тихоновщины. Их положение беспримерно труднее, чем было в начале положение обновленцев: если они обновленцы, зачем создавать новое управление, помимо Священного Синода; если же они тихоновцы, — зачем отделились?».
В июне 1926 года был участником первого Всероссийского съезда духовенства и мирян, сторонников ВВЦС.
В 1927 году епископ Борис выпустил с разрешения власти шестнадцатистраничную брошюру «О современном положении Русской Православной Патриаршей Церкви», которая представляла собой дополненный, отредактированный и отцензурированный вариант его послания 1926 года. Как отмечает священник Александр Мазырин: «Пафосных фраз и самовосхвалений в брошюре епископа Бориса содержится ещё больше, чем в его послании. Митрополит Петр, к 1927 г. осужденный и отправленный в ссылку, критиковался им на этот раз значительно жёстче — „как ставший явно на противоцерковный и противоканонический путь“».
В ноябре 1927 года участвовал в прошедшем в Москве «Всероссийском съезде духовенства и мирян, сторонников ВВЦС». 18 ноября 1927 года избран членом президиума ВВЦС и возведён в сан архиепископа.
В декабре 1928 года избран одним из двух заместителей председателя ВВЦС и возведён в сан митрополита, а также назначен управляющим Воронежской церковной областью. Одновременно 22 апреля 1929 года избран временно управляющим Пензенской епархией. С 25 июля 1929 года кафедра митрополита Бориса располагалась в московской Троицкой церкви на Грязех у Покровских ворот, которую митрополиту Борису удалось получить в своё распоряжение, однако 14 января 1930 года данный храм был закрыт, и кафедра вновь вернулась во Владимирском соборе бывшего Московского Сретенского монастыря. 6 декабря 1930 года освобождён от управления Воронежской церковной областью.
В Москве второй половины 1920-х годов Борис (Рукин) пользовался репутацией одного из самых одиозных церковных деятелей, а григорианский раскол именовался в столице «борисовщиной». Михаил Губонин, современник Бориса Рукина, указывает ещё на такой неприглядный факт его биографии как пристрастие к наркотикам: «экспансивный и увлекающийся человек (кстати, и кокаинист)» и «интриган и морфинист». За пять лет ему удалось с большим трудом получить в своё распоряжение пять храмов и несколько часовен. Часто полугода-года-двух службы «борисовцев» храм закрывался, и Борису (Рукину) приходилось начинать борьбу за передачу ему нового храма. В этой борьбе за храмы Борис (Рукин) прибегал в том числе и ко взяточничеству. Как следует из протокола допроса от 23 июня 1931 года: «я дал взятки два раза представителям районных адмотделов, фамилии коих я не знаю. Приблизительно в октябре и ноябре месяцах 1930 г. в часовнях Владимирской и Спасской у храма Спасителя». Суммы взяток составляли: 10 и 25-30 рублей. «В Спасской часовне представитель адмотдела сам сделал намек на взятку, а во Владимирской взятка была дана по моей инициативе. Взятки были даны с той целью, чтобы эти представители не придирались вообще. Никому другому я взяток не давал, хотя были и намеки на это».

### Арест и смерть
29 мая 1931 года митрополит Борис принимал церковь Воздвижения Честного Животворящего Креста Господня на Воздвиженке, изъятую перед этим у «иосифлянской» общины. Во время передачи митрополит Борис предложил инструктору Мособлисполкома А. Новикову взятку, о чём последний в тот же день написал сотруднику ОГПУ А. В. Казанскому: «Во время передачи облачений, находясь в ризнице, Борис предложил мне взять конверт, и на мои слова „что это“ он ответил, „что это благодарность за хлопоты“, по-видимому, там были деньги». Новиков написал, что считает «подобное отношение прохвоста к официальному представителю власти недопустимым».
1 июня митрополит Борис был подвергнут допросу. В собственноручно написанных показаниях, он подтвердил, что «имел в виду я дать ему 100 р.». В тот же день, видимо, сразу же после допроса, Бориса (Рукина) арестовывают. Ордер на арест за подписью заместителя председателя ОГПУ Генриха Ягоды был оформлен уже постфактум и датирован 5 июня. Эта же дата значится и в протоколе ареста. Местом ареста, согласно протоколу, явилась комендатура ОГПУ.
Следующий допрос состоялся 23 июня, в ходе которого Борис (Рукин) сознался в даче двух взяток представителям районных адмотделов. За это, согласно 118-й статье Уголовного кодекса РСФСР 1926 года, ему грозило лишение свободы на срок до 5 лет. 24 июня был переведён в больницу Бутырского изолятора.
26 июня Борису (Рукину) было предъявлено обвинение не по 118-й, а по гораздо более суровой статье 58-10 («пропаганда или агитация, содержащие призыв к свержению, подрыву или ослаблению советской власти»), которая, в случае «использования религиозных предрассудков», предусматривала наказание вплоть до расстрела. В справке, составленной 1 июля 1931 года И. В. Полянским, называлась причина такой перемены: «Среди церковников Рукин распускал дискредитирующие сов[етскую] власть слухи о том, что её всю можно подкупить». В постановлении о привлечении в качестве обвиняемого вместо подписи подсудимого следователем написано: «Ввиду болезни подписать настоящее постановление Рукин Б. А. не мог»
До приговора подсудимый не дожил. 1 июля 3-е отделение СПО ОГПУ известил помощник коменданта Бутырского изолятора: «В[есьма] срочно <…>. Сообщается, что 30/VI с/г. в 14 час. 30 мин. в больнице при изоляторе от воспаления лёгких умер заключенный Рукин Борис Андреевич, числившийся содержанием за Вами». В приложенном к сообщению акте дежурного врача указывалось на «явление сердечной слабости»; помимо «воспаления легких» упоминалось ещё и «воспаление почек».
И. В. Полянский в упоминавшейся справке написал: «Выдачу тела для погребения его церковниками считаю нецелесообразной, так как вполне возможно, что похороны будут использованы для антисоветских выступлений или даже для антисоветской демонстрации». 2 июля в Отдел центральной регистрации ОГПУ за подписями Агранова и Полянского была отправлена служебная записка: «Настоящим сообщаем, что умершего 30 июня с. г. в больнице при Бутырском изоляторе митрополита Бориса Андреевича Рукина необходимо похоронить средствами изолятора, не выдавая трупа родственникам». Документов отдела центральной регистрации ОГПУ об исполнении данного указания в деле Бориса (Рукина) нет, вследствие чего место его погребения остаётся неизвестным.
2 июля сотрудник третьего отделения Гуленко, ведший это дело, подготовил постановление о его прекращении. 10 июля на заседании Коллегии ОГПУ было окончательно постановлено: «Дело за смертью обвиняемого прекратить».
25 июля в Отдел центральной регистрации ОГПУ под грифами: «В[есьма] срочно. Сов[ершенно] секретно» была направлена служебная записка: «Опечатанную нами квартиру Бориса Рукина, находящ[уюся] по Саймоновскому пер., д. 7, кв. 3, на основании распоряжения ВЦИК, следует передать в пользование митрополиту Виссариону Зорину».
1 августа в ответ на неоднократные просьбы престарелой матери покойного, оставшейся после его смерти без средств к существованию, была написана ещё одна служебная записка: «Домашние вещи, принадлежащие умершему гр[ажданину] Рукину <…> выдать его матери, гр[ажданке] Ольге Виссарионовне Рукиной, за исключением предметов культа, каковые будут отобраны сотрудником СПО т[оварищем] Гуленко». 17 августа был составлен акт о передаче ей 12 мест домашних вещей сына «за исключением церковных облачений».
После смерти митрополита Бориса стали распространяться слухи о его самоубийстве. Источник этих слухов точно установить не удалось. Священник Александр Мазырин, исследовавший его следственное дело, предполагает, что их мог распространять тогдашний глава григорианского раскола митрополит Виссарион (Зорин), который и был основным выгодополучателем от смерти Бориса (Рукина), так как он избавлялся от конкуренции в ВВЦС с его стороны и получал его квартиру в бывшем жилом доме Храма Христа Спасителя. Священник Александр Мазырин также предполагает, что именно от Виссариона (Зорина) в ОГПУ узнали о высказывании Бориса, из-за которого его обвинили по 58-й статье. Версия о самоубийстве оказывалась наиболее подходящей и для госбезопасности, поскольку она позволяла снять вопрос о церковном погребении Бориса (Рукина) и относительно тихо уладить дело.

## Сочинения
- Церковно-библейское учение о пастырском призвании: (Канд. дис.) // ПС. 1905. — Июль/авг.;
- О пастырском призвании // ПС. 1907. — Окт.;
- О современном положении Русской Православной Патриаршей Церкви. М., 1927.
- «Дело это очень неприятное»: Показания епископа Бориса (Рукина). 1925 г. / Публ. свящ. А. Мазырина // Исторический архив. 2012. — № 5. — С. 91-111.
- Послание епископа Бориса (Рукина) к духовенству и мирянам Московской епархии от 16 апреля 1926 г. // «Вестник ПСТГУ». II: История. История Русской Православной Церкви. 2013. — Вып. 5 (54). — С. 113—123